# Jesús Ramos (atleta)
Jesús Ramos (Madrid, 29 de abril de 1996) es un deportista español que compite en atletismo, especialista en las carreras de fondo.
Ganó una medalla de plata en el Campeonato Europeo de Atletismo en Ruta de 2025, en la prueba de 10 km por equipo.
Fue campeón de España de 5 km en ruta en 2023 y 2024 y de 10 km en ruta en 2022, 2023 y 2025.

## Palmarés internacional
| Campeonato Europeo en Ruta | Campeonato Europeo en Ruta | Campeonato Europeo en Ruta | Campeonato Europeo en Ruta |
| Año                        | Lugar                      | Medalla                    | Prueba                     |
| -------------------------- | -------------------------- | -------------------------- | -------------------------- |
| 2025                       | Bruselas/Lovaina (Bélgica) | Medalla de plata           | 10 km por equipo           |